# Kurt Schmied
Kurt Schmied (Viena, Austria, 14 de junio de 1926-ibídem, 9 de diciembre de 2007) fue un futbolista austríaco que jugaba como guardameta.

## Selección nacional
Fue internacional con la selección de fútbol de Austria en 38 ocasiones. Fue el capitán de la selección austríaca que obtuvo el tercer lugar en la Copa del Mundo de 1954, siendo el mayor éxito en la historia del fútbol austríaco hasta la fecha.

### Participaciones en Copas del Mundo
| Mundial                        | Sede   | Resultado      | Partidos | Goles |
| ------------------------------ | ------ | -------------- | -------- | ----- |
| Copa Mundial de Fútbol de 1954 | Suiza  | Tercer lugar   | 4        | 0     |
| Copa Mundial de Fútbol de 1958 | Suecia | Fase de grupos | 1        | 0     |

## Clubes
| Club              | País    | Año       |
| ----------------- | ------- | --------- |
| Wiener Sport-Club | Austria | 1947-1952 |
| First Vienna FC   | Austria | 1952-1965 |
| FK Austria Viena  | Austria | 1965-1966 |

## Palmarés

### Campeonatos nacionales
| Título               | Club            | País    | Año  |
| -------------------- | --------------- | ------- | ---- |
| Campeonato austríaco | First Vienna FC | Austria | 1955 |